# Ginès Liron
Ginès Liron (* 13. März 1935 in Rive-de-Gier) ist ein ehemaliger französischer Fußballspieler.

## Spielerkarriere
Ginès Liron wuchs in dem Bergbaugebiet nördlich von Saint-Étienne auf; als 19-Jähriger spielte er seine erste Saison in der professionellen Division 1 für Olympique Nîmes; Trainer Pierre Pibarot vertraute dem jungen Mittelstürmer, und der bestätigte es in einer typischen „Mittelfeldmannschaft“ mit Toren. Am Ende der Spielzeit 1954/55 hatte er es mit 17 Treffern auf den fünften Rang unter den Erstligatorjägern gebracht. Das folgende Jahr verlief sehr viel schwieriger für ihn: Pibarot-Nachfolger Kader Firoud setzte zwar gleichfalls auf junge Offensivkräfte wie Bernard Rahis, aber auf Lirons Position war das der gleichfalls torgefährliche marokkanische Neuzugang Hassan Akesbi. So kam Liron lediglich auf elf Punktspieleinsätze; allerdings half er seinem Verein 1956, seinen ersten Titel zu gewinnen, und zwar die Coupe Charles Drago, den „Wettbewerb der Pokalverlierer“, in dessen Endspiel gegen OSC Lille er einen Treffer zu 3:1-Sieg beisteuerte. Dennoch gab der Verein ihn anschließend an den Ligakonkurrenten FC Sochaux ab. Seine Debütsaison bei dem „Werksklub von Peugeot“ verlief ähnlich wie sein erstes Jahr bei Nîmes: die Mannschaft beendete die Spielzeit im Mittelfeld, immerhin diesmal auf einem einstelligen Tabellenplatz, und Ginès Liron stand erneut unter den treffsichersten Schützen der Division 1 (12. Platz mit 15 Toren). Aber auch dort schloss sich eine für Verein und Spieler deutlich weniger erfolgreiche Saison an, und nach deren Ende musste er sich erneut an eine neue Umgebung mit neuen Mitspielern gewöhnen. Bei der US Valenciennes-Anzin fand er in Édouard Stachowitz („Stako“) einen hervorragenden Vorbereiter und Passgeber, und im Sommer 1959 hatte er sich mit 18 Torerfolgen (Rang 9) wiederum unter den besten Ligaangreifern platziert. Außerdem erreichte er auch mit der USVA das Endspiel der Coupe Drago, blieb darin allerdings torlos und verlor die Partie.
Als ihn anschließend die AS Saint-Étienne in seine Herkunftsregion zurückholte, folgten seine erfolgreichsten Jahre. Zwar wurden die Verts – dessen Spieler werden bis ins 21. Jahrhundert bevorzugt als „Grüne“ bezeichnet – in der Meisterschaft 1959/60 nur Zwölfte, aber Liron gelang mit 23 Treffern eine Zahl, die ihn hinter Frankreichs „Torjägerlegenden“ Just Fontaine und Thadée Cisowski auf den dritten Rang in dieser Wertung brachte – einen Platz vor seinen ehemaligen Sturmkollegen Akesbi und Rahis aus Nîmes. Bei Saint-Étienne hatte er mit René Ferrier, Robert Herbin, Jean Oleksiak und Léon Glovacki eine Offensivabteilung um sich, die die Verts im selben Jahr auch in das Landespokalfinale brachte. Darin schoss Liron den zwischenzeitlichen Ausgleichstreffer, bereits sein achtes Tor in diesem Wettbewerb, aber am Ende der Verlängerung hatte die gegnerische AS Monaco die Coupe de France gewonnen. Nach einer weiteren Saison, in der die ASSE die Liga immerhin als Fünftplatzierter abschloss – für Liron das beste Meisterschaftsergebnis seiner Karriere –, folgte ein „ganz verrücktes Jahr“, an dessen Ende etwas eintrat, was es noch nie zuvor in der Geschichte des französischen Fußballs gegeben hatte: Saint-Étienne gewann den Landespokal und musste als Tabellen-17. zugleich in die zweite Division absteigen. Der Mittelstürmer selbst hatte zwar im Pokalfinale (1:0 gegen den FC Nancy) nicht getroffen, er war auch in den vorangehenden fünf Runden kein einziges Mal erfolgreich gewesen, aber in der Liga stand er mit 14 Saisontreffern noch einmal auf einem vorderen Rang. Er ging noch in die Division 2 mit, fand dort angesichts der neu verpflichteten Konkurrenten Rachid Mekhloufi, Jacques Foix und André Guy aber keine Berücksichtigung mehr – auch nicht in den Begegnungen des europäischen Pokalsiegerwettbewerbs – und wurde im Winter 1962/1963 an den FC Sochaux verkauft.
Mit Sochaux gelang 1964 der Wiederaufstieg in die höchste Liga, und Ginès Liron trug maßgeblich dazu bei, dass der Klub 1963 und 1964 seiner Trophäensammlung zwei weitere Exemplare hinzufügen konnte. In beiden Jahren gewann der Zweitdivisionär die Coupe Charles Drago, und in beiden Endspielen war der Stürmer erfolgreich: einmal beim 5:2-Sieg gegen die UA Sedan-Torcy, und die US Forbach (4:0) erledigte er mit drei Toren nahezu im Alleingang. Nach dem Aufstieg wurde er allerdings nur noch in der Hälfte der Punktspiele eingesetzt und wechselte daraufhin 1965 zum RCFC Besançon in die zweite Liga. Nachdem der Verein aus der Franche-Comté trotz Lirons immerhin 13 Saisontoren nicht über einen Platz im Tabellenmittelfeld hinauskam, wechselte er innerhalb der Region zum Amateurklub US Tavaux-Damparis. Mit dessen in der Nähe der Stadt Dole beheimateten Elf gelangte Liron ein letztes Mal in die landesweiten Schlagzeilen, weil sie die Pokalhauptrunde 1966/67 erreicht hatte – und dann im Zweiunddreißigstelfinale Racing Paris-Sedan mit dem Rekordergebnis von 2:10 unterlag.
Anschließend beendete Ginès Liron nach 239 Erstligaspielen mit 116 Toren sowie 70 Matches mit 41 Treffern in der zweiten Division seine Karriere.

### Stationen
- 1954–1956: Olympique Nîmes
- 1956–1958: FC Sochaux
- 1958/59: US Valenciennes-Anzin
- 1959–Dez. 1962: AS Saint-Étienne (1962/63 in D2)
- Jan. 1963–1965: FC Sochaux (1962–1964 in D2)
- 1965/66: RCFC Besançon (in D2)
- 1966/67: US Tavaux-Damparis (im Amateurbereich)

## Palmarès
- Französischer Pokalsieger: 1962 (und Finalist 1960)
- Gewinner der Coupe Charles Drago: 1956, 1963, 1964 (und Finalist 1959)